# ドナルド・リンズレー
ドナルド・リンズレー（英: Donald B. Rinsley、1928年 - 1989年）は、アメリカ合衆国の医学者、精神科医、精神分析家。

## 来歴
ハーバード大学物理学科卒業後、ワシントン大学医学部を経て、メニンガー精神医学校卒業。後にメニンガー精神医学校教授、カンザス州立大学医学部教授。

## 人物
1960年代から1970年代にかけて、児童思春期の重度精神障害の治療における国際的リーダーであった。境界例と総称される境界性パーソナリティ障害、自己愛性パーソナリティ障害の治療で知られる。マーガレット・マーラーの発達理論の考え方に、ロナルド・フェアバーンの対象関係論を取り入れ、数多くの分析的な治療を行った。境界例、自己愛障害、対象関係論に関する論文で知られる。

## 関連人物
- マーガレット・マーラー
- ロナルド・フェアバーン
- ジェームス・マスターソン